# Renaud Verley
Pour les articles homonymes, voir Verley.
Renaud Verley est un acteur français né à Lille le 9 novembre 1945. Il est le frère de l'acteur Bernard Verley.

## Filmographie
- 1965 : Le Théâtre de la jeunesse : David Copperfield de Marcel Cravenne (série télévisée)
- 1965 : Cent Briques et des tuiles de Pierre Grimblat
- 1965 : Les Pianos mécaniques de Juan Antonio Bardem
- 1966 : Le Trompette de la Bérésina de Jean-Paul Carrère (série télévisée)
- 1967 : Le Roi Cerf d'André Barsacq (téléfilm)
- 1968 : L'Odyssée de Franco Rossi (série télévisée) : Télémaque
- 1968 : La Leçon particulière de Michel Boisrond
- 1969 : Les Conspirateurs (Nell'anno del Signore) de Luigi Magni
- 1969 : Les Chemins de Katmandou d'André Cayatte
- 1969 : Les Damnés de Luchino Visconti
- 1970 : Cran d'arrêt d'Yves Boisset
- 1970 : Du soleil plein les yeux de Michel Boisrond
- 1971 : Sapho ou la Fureur d'aimer de Georges Farrel
- 1971 : Pourquoi ? (Ai futatabi) de Kon Ichikawa
- 1972 : L'Ingénu de Norbert Carbonnaux
- 1972 : Koi no natsu (恋の夏) de Hideo Onchi
- 1973 : Roses rouges et piments verts (No encontré rosas para mi madre) de Francisco Rovira Beleta
- 1973 : La Cloche de l'enfer (La campana del infierno) de Claudio Guerín
- 1973 : La chica del Molino Rojo d'Eugenio Martín
- 1974 : Les Suspects de Michel Wyn
- 1980 : Un escargot dans la tête de Jean-Étienne Siry
- 1981 : Une robe noire pour un tueur de José Giovanni : François Risler
- 1981 : La Vie des autres : L'autre femme de Gérard Clément (série télévisée)
- 1982 : Madame S.O.S. de Marcel Mithois (série télévisée)
- 1983 : Les Amours romantiques : Les Prétendus de Josée Dayan (série télévisée)
- 1984 : Le Sang des autres de Claude Chabrol
- 1996 : L'Enfant du secret de Josée Dayan (téléfilm)
- 1997 : Les Cordier, juge et flic : Boulot de flic de Gilles Béhat (série télévisée)
- 1998 : Maigret : Maigret et l'Inspecteur Cadavre de Pierre Joassin (série télévisée)
- 2003 : Le Bleu de l'océan (série télévisée - 1 épisode) (Rôle d'Abel Delcourt alors que son frère Bernard jouait Charles Delcourt)